# Ripa (Perugia)
Ripa is een frazione in het noordoosten van de gemeente Perugia, in  Umbrië, Italië.  Ripa heeft 667 inwoners (2001) en ligt vlak bij het vliegveld van Perugia, het Luchthaven Perugia San Egidio.

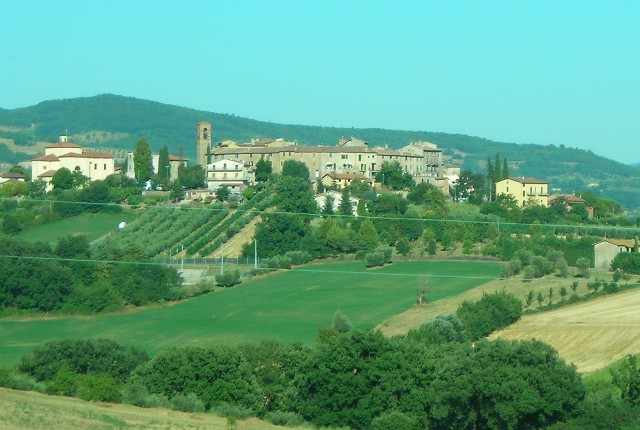
Gezicht op Ripa